# Isola del Liri
Isola del Liri (conegut com a Isola Liri; en napolità: Lisera) és un comune (municipi) de la província de Frosinone, a la regió italiana del Laci.
Isola del Liri limita amb els municipis d'Arpino, Sora i Castelliri.
A 1 de gener de 2019 tenia 11.392 habitants.

## Història
D'origen volsc, després de la caiguda de l'Imperi Romà d'Occident Isola del Liri fou governada pels romans d'Orient i després pels llombards. Posteriorment va formar part del Ducat de Sora, convertint-se en seu ducal de la família Boncompagni. El 1796 va ser annexionada als Estats Papals.
Al començament de l'edat mitjana la ciutat va estar, alternativament, sota el domini dels romans d'Orient i els llombards, fins que va passar a formar part del comtat de Sora al Principat de Càpua. Isola del Liri va ser el feu de la família dell'Isola (de Insulae) des del segle xii fins al XIV. Entre els membres de la família hi ha Roffredo dell'Isola, abat de Monte Cassino, comte d'Arce i Bartolomé dell'Isola que van gaudir dels honors a la seu de Capuano Nàpols. A finals del segle xiv, Isola del Liri va ser cedida a la família Cantelmo.
Va pertànyer a l'antiga regió Terra di Lavoro de Campania, però va ser incorporada al Laci durant el període feixista.

## Llocs d'interès
El principal lloc d'interès és el Castello Boncompagni-Viscogliosi, un palau fortificat a prop de dues cascades, la Cascata Grande i la Cascata del Valcatoio, cadascuna d'uns 30 metres d'altura, i un pont sobre el riu. Es menciona per primera vegada l'any 1100. Després de l'adquisició del ducat de Sora per la família Della Rovere, es va convertir en una de les seves residències principals. Els seus successors van ser allotjats com a ducs, els Boncompagni; al segle xvii Costanza Sforza el va convertir en un luxós palau, amb frescos bíblics i relleus de les terres del ducat, així com un jardí.
A uns 2 km al nord de la ciutat es troba l'església de San Domenico, erigida al segle xii, que es diu que marca el lloc de la vil·la de Ciceró.